# Козенца (провинция)
Козенца (на италиански: Provincia di Cosenza) е провинция в Италия, в региона Калабрия.
Площта ѝ е 6650 км², а населението – около 733 000 души (2007). Провинцията включва 150 общини, административен център е град Козенца. Това е 5-ият регион в Италия по площ.

## Административно деление
Провинцията се състои от 150 общини:
- Козенца
- Айело Калабро
- Айета
- Акуапеза
- Акуаформоза
- Акри
- Албидона
- Алесандрия дел Карето
- Алтилия
- Алтомонте
- Амантеа
- Амендолара
- Априляно
- Белведере Маритимо
- Белмонте Калабро
- Белсито
- Бианки
- Бизиняно
- Бокилиеро
- Бонифати
- Буонвичино
- Вакарицо Албанезе
- Вербикаро
- Вилапиана
- Грималди
- Гризолия
- Гуардия Пиемонтезе
- Диаманте
- Дипиняно
- Доманико
- Дзумпано
- Казали дел Манко
- Каловето
- Калопецати
- Кампана
- Кана
- Кариати
- Каролей
- Карпанцано
- Касано ал'Йонио
- Кастильоне Козентино
- Кастровилари
- Кастролиберо
- Кастрореджо
- Клето
- Колозими
- Кориляно-Росано
- Кропалати
- Крозия
- Лаго
- Лаино Борго
- Лаино Кастело
- Лапано
- Латарико
- Лонгобарди
- Лонгобуко
- Лунгро
- Луци
- Майера
- Малвито
- Малито
- Мангоне
- Мандаторичо
- Марано Маркезато
- Марано Принчипато
- Марци
- Мендичино
- Монграсано
- Монталто Уфуго
- Монтеджордано
- Морано Калабро
- Мормано
- Мотафолоне
- Нокара
- Ориоло
- Орсомарсо
- Палуди
- Панетиери
- Паола
- Папазидеро
- Паренти
- Патерно Калабро
- Педивиляно
- Пиане Крати
- Пиетрапаола
- Пиетрафита
- Платачи
- Прая а Маре
- Ренде
- Ровито
- Роджано Гравина
- Розе
- Розето Капо Спулико
- Рока Империале
- Роляно
- Рота Грека
- Сан Базиле
- Сан Бенедето Улано
- Сан Винченцо Ла Коста
- Сан Деметрио Короне
- Сан Джорджо Албанезе
- Сан Джовани ин Фиоре
- Сан Донато ди Нинеа
- Сан Козмо Албанезе
- Сан Лоренцо Белици
- Сан Лоренцо дел Вало
- Сан Лучидо
- Сан Марко Арджентано
- Сан Мартино ди Финита
- Сан Никола Арчела
- Сан Пиетро ин Амантеа
- Сан Пиетро ин Гуарано
- Сан Сости
- Сан Фили
- Санджинето
- Сант'Агата ди Езаро
- Санта Доменика Талао
- Санта Катерина Албанезе
- Санта Мария дел Чедро
- Санта София д'Епиро
- Санто Стефано ди Роляно
- Сарачена
- Скала Коели
- Скалеа
- Сера д'Айело
- Спецано Албанезе
- Спецано дела Сила
- Тарсия
- Теравекия
- Теранова да Сибари
- Торано Кастело
- Тортора
- Требизаче
- Фалконара Албанезе
- Фаняно Кастело
- Филине Велятуро
- Фирмо
- Фиумефредо Бруцио
- Франкавила Маритима
- Фрашинето
- Фускалдо
- Челара
- Челико
- Черкиара ди Калабрия
- Червикати
- Черизано
- Черцето
- Четраро
- Чивита
- Шиляно